# Dargies
Dargies est une commune française située dans le département de l'Oise en région Hauts-de-France.

## Géographie

### Description
Dargies est un village rural du Plateau picard dans l'Oise, limitrophe de la Somme jouxtqant au nord-est Grandvilliers et situé à 19 km au sud-est d'Aumale, 31 km au sud-ouest d'Amiens, 31 km au nord de Beauvais et 70 km au nord-est  de Rouen.
Il est desservi par le tracé initial de la route nationale 1 (actuelle RD 901).
En 1840, Louis Graves décrit le territoire communal comme constitué d'une « plaine ayant sa dimension principale de l'est à l'ouest. Le chef-lieu placé vers le centre comprend une large rue sinueuse et quelques ruelles accessoires ».

### Communes limitrophes
| Équennes-Éramecourt Somme | Poix-de-Picardie Somme | Sentelie Somme |
| Daméraucourt              | Dargies                | Offoy          |
| Sarnois Grandvilliers     | Sommereux              | Laverrière     |

### Hydrographie
La commune est située dans le bassin Artois-Picardie. Elle n'est drainée par aucun cours d'eau.

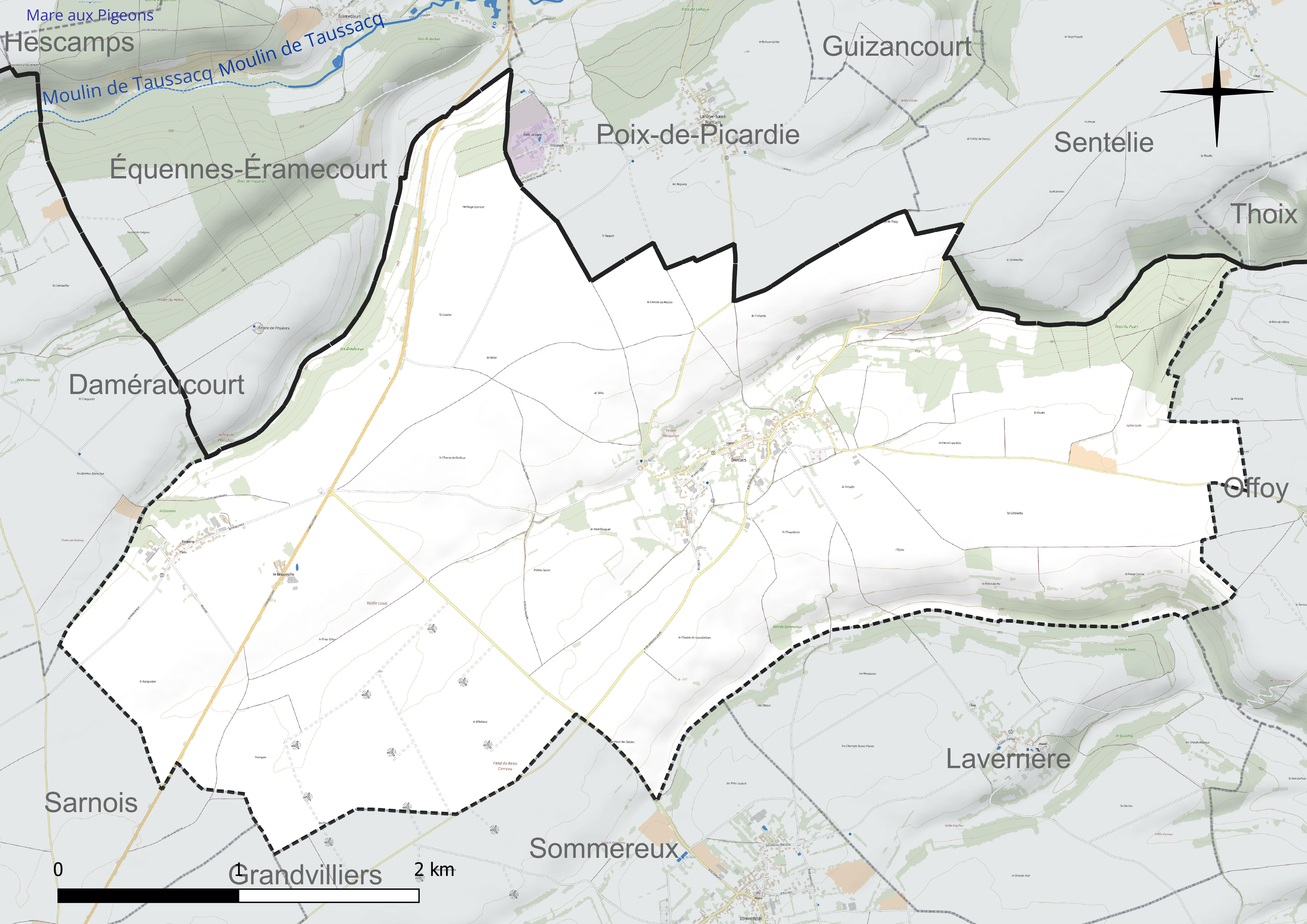
Réseau hydrographique de Dargies.

### Climat
Pour des articles plus généraux, voir Climat des Hauts-de-France et Climat de l'Oise.
En 2010, le climat de la commune est de type climat océanique dégradé des plaines du Centre et du Nord, selon une étude du CNRS s'appuyant sur une série de données couvrant la période 1971-2000. En 2020, Météo-France publie une typologie des climats de la France métropolitaine dans laquelle la commune est exposée à un climat océanique et est dans une zone de transition entre les régions climatiques « Nord-est du bassin Parisien » et « Côtes de la Manche orientale ».
Pour la période 1971-2000, la température annuelle moyenne est de 10 °C, avec une amplitude thermique annuelle de 14,7 °C. Le cumul annuel moyen de précipitations est de 814 mm, avec 12,4 jours de précipitations en janvier et 8,9 jours en juillet. Pour la période 1991-2020, la température moyenne annuelle observée sur la station météorologique la plus proche, située sur la commune de Saint-Arnoult à 14 km à vol d'oiseau, est de 10,4 °C et le cumul annuel moyen de précipitations est de 797,2 mm,. Pour l'avenir, les paramètres climatiques de la commune estimés pour 2050 selon différents scénarios d'émission de gaz à effet de serre sont consultables sur un site dédié publié par Météo-France en novembre 2022.

## Urbanisme

### Typologie
Au 1er janvier 2024, Dargies est catégorisée commune rurale à habitat dispersé, selon la nouvelle grille communale de densité à sept niveaux définie par l'Insee en 2022.
Elle est située hors unité urbaine et hors attraction des villes,.

### Occupation des sols
L'occupation des sols de la commune, telle qu'elle ressort de la base de données européenne d'occupation biophysique des sols Corine Land Cover (CLC), est marquée par l'importance des territoires agricoles (92,2 % en 2018), une proportion identique à celle de 1990 (92,2 %). La répartition détaillée en 2018 est la suivante : 
terres arables (72,6 %), prairies (15,1 %), forêts (5,5 %), zones agricoles hétérogènes (4,6 %), zones urbanisées (2,2 %). L'évolution de l'occupation des sols de la commune et de ses infrastructures peut être observée sur les différentes représentations cartographiques du territoire : la carte de Cassini (XVIIIe siècle), la carte d'état-major (1820-1866) et les cartes ou photos aériennes de l'IGN pour la période actuelle (1950 à aujourd'hui).

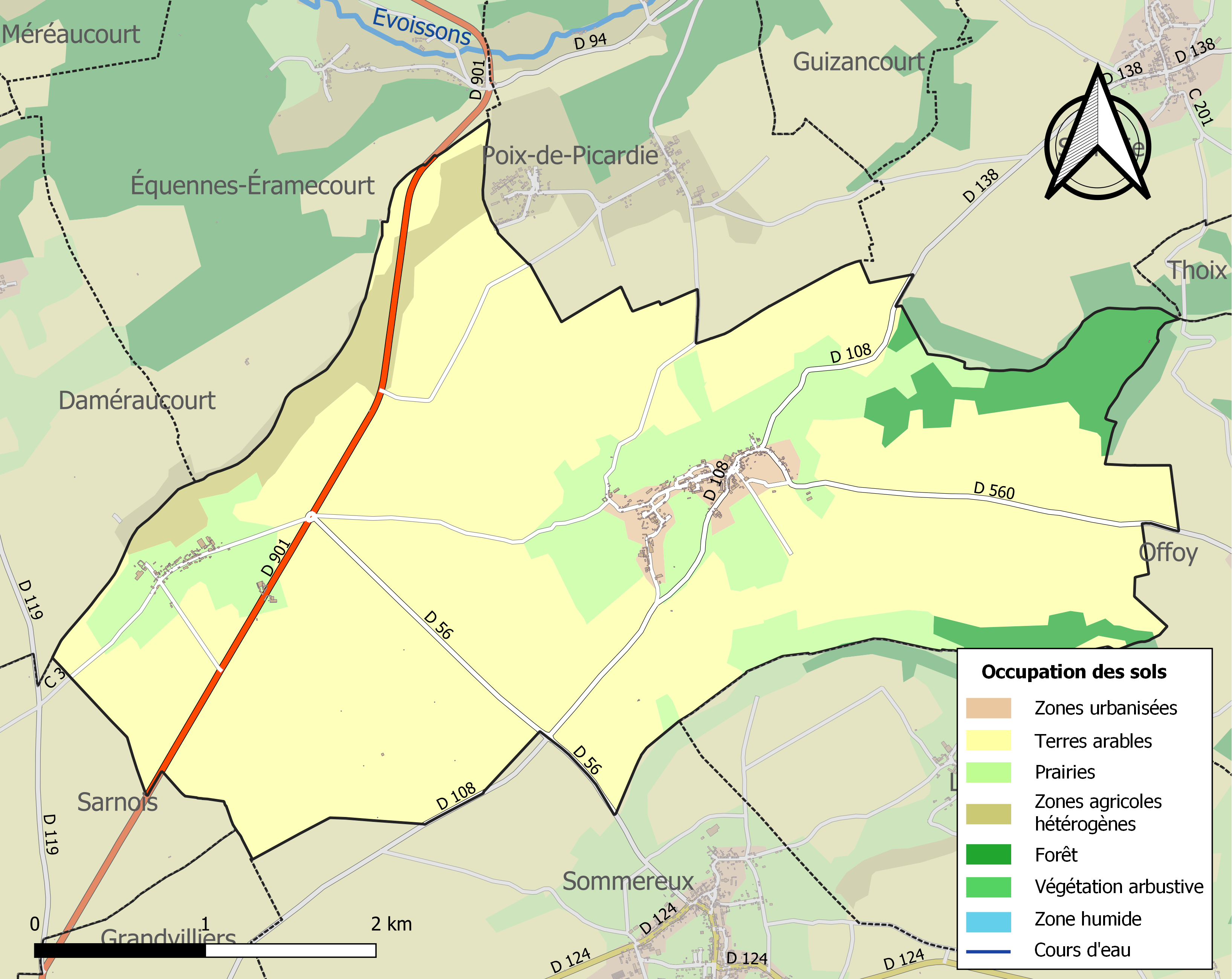
Carte des infrastructures et de l'occupation des sols de la commune en 2018 (CLC).

### Lieux-dits, hameaux et écarts
Dargies est constitué d'un centre bourg et possède le hameau de Rederie, qui comptait 70 habitants vers 1850, ainsi qu'un écart, la Briqueterie.

### Habitat et logement
En 2018, le nombre total de logements dans la commune était de 129, alors qu'il était de 124 en 2013 et de 116 en 2008.
Parmi ces logements, 85,4 % étaient des résidences principales, 7,3 % des résidences secondaires et 7,3 % des logements vacants. Ces logements étaient pour 99,2 % d'entre eux des maisons individuelles et pour 0,8 % des appartements.
Le tableau ci-dessous présente la typologie des logements à Dargies en 2018 en comparaison avec celle de l'Oise et de la France entière. Une caractéristique marquante du parc de logements est ainsi une proportion de résidences secondaires et logements occasionnels (7,3 %) supérieure à celle du département (2,5 %) et à celle de la France entière (9,7 %). Concernant le statut d'occupation de ces logements, 89,9 % des habitants de la commune sont propriétaires de leur logement (89,5 % en 2013), contre 61,4 % pour l'Oise et 57,5 pour la France entière.
| Typologie                                               | Dargies | Oise | France entière |
| ------------------------------------------------------- | ------- | ---- | -------------- |
| Résidences principales (en %)                           | 85,4    | 90,4 | 82,1           |
| Résidences secondaires et logements occasionnels (en %) | 7,3     | 2,5  | 9,7            |
| Logements vacants (en %)                                | 7,3     | 7,1  | 8,2            |

### Voies de communication et transports
La commune est desservie, en 2023, par les lignes 614, 616 et 6103 du réseau interurbain de l'Oise.

## Toponymie
La localité a été dénommée sous les fomes Dargeæ (1140) ; de Dargiis (1170) ; Sagalo de Dargiis (1170) ; Dargiœ (1193) ; Simon de argies (vers 1200) ; Dargies (1203) ; sigillum bavdvini de dargiis (1203) ; Dargeium (1206) ; Argiœ (1213) ; Symon de Dargies (1231) ; Dargys (1236) ; Argies (1250) ; Dargyes (1250) ; Renaus de Dargies (1250) ; Johannes d'Argies (1255) ; Johannis Dargies (1255) ; Gobertus de argies (vers 1272) ; Gobertus de argiis (1274) ; domini goberti de dargies (1275) ; Gobert d'Argies (1275) ; Argiez (1277) ; Gobert chevalier et sire de dargies (1278) ; Dargis (1295) ; Renaud d'argies (1355) ; Dargie (1394) ; Jehan dargies (1415) ; Jean d'Argis (1631) ; Dargies (1840).
Le nom de la commune provient de la famille de Charles d'Argies, seigneur du lieu, connétable de France en 821. Charles d'Argies, maître de la chevalerie devint connétable de France en 821, sous Louis le Débonnaire, il était considéré comme le plus vaillant guerrier de son temps, il était allié à la maison de Soissons.

## Histoire

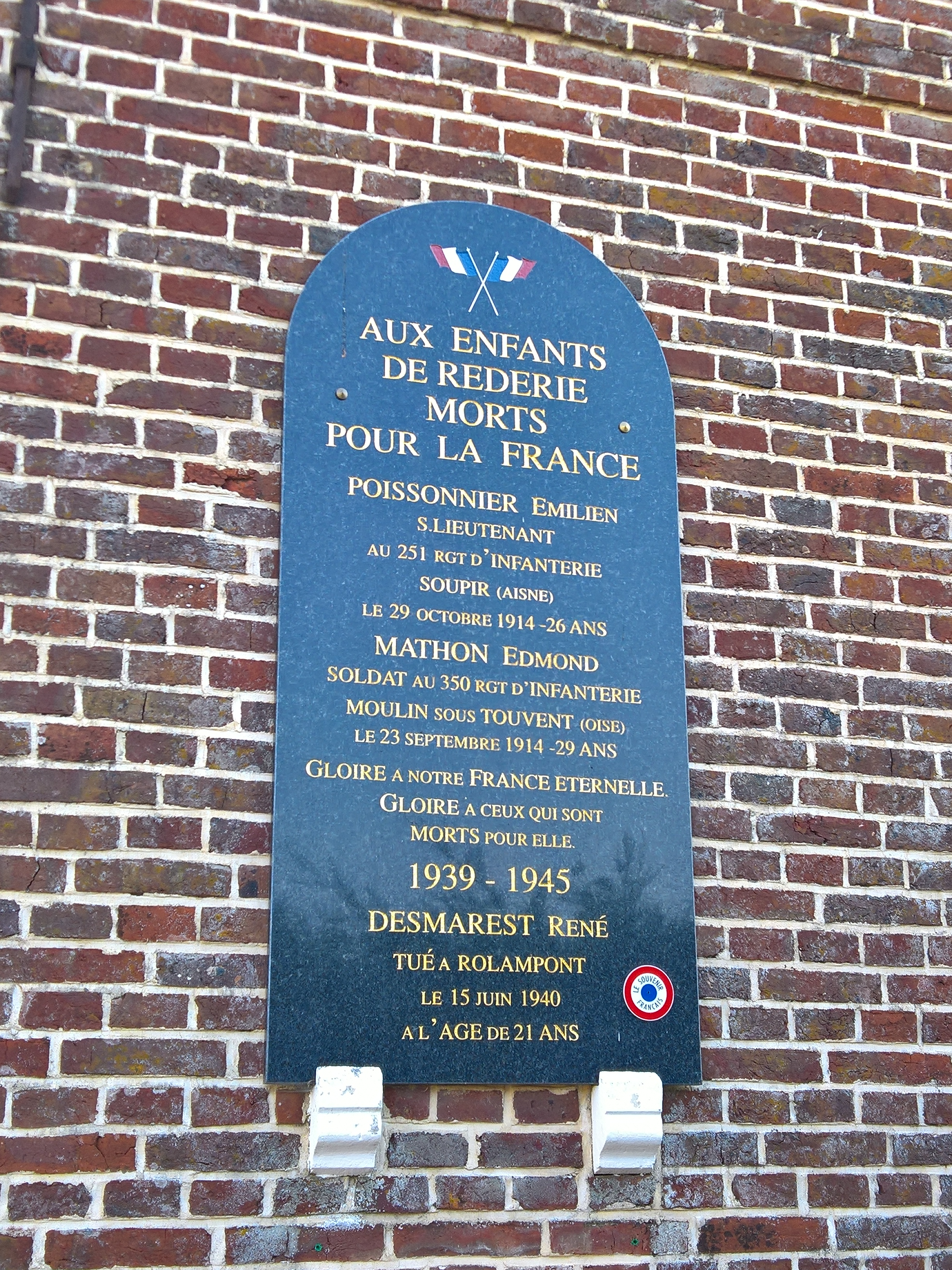
Plaque commémorative des morts des deux guerre mondiale, fixée sur la chapelle de Réderie.

### Moyen Âge
En 1346, pendant la guerre de Cent Ans, le roi d'Angleterre  Édouard III, qui ravage alors  le Beauvaisis, ayant éprouvé un échec à Beauvais, passe devant le château de Dargies qu'il incendie ainsi que le village le 22 août 1346, 4 jours avant la bataille de Crécy. Le château, qui se trouvait près de l'église, entièrement rasé n'a pas été reconstruit. Il existait un deuxième château sur la route que l'on appelait "chemin de pierre".

### Époque contemporaine
On trouvait en 1840  dans l'étendue du pays, un moulin à vent, 2 fours à chaux, une briqueterie. La population partageait son temps entre l'agriculture et la fabrication des bas de laine..

## Politique et administration

### Rattachements administratifs et électoraux

#### Rattachements administratifs
La commune se trouve dans l'arrondissement de Beauvais du département de l'Oise.
Elle faisait partie depuis 1801 du canton de Grandvilliers. Dans le cadre du redécoupage cantonal de 2014 en France, cette circonscription administrative territoriale a disparu, et le canton n'est plus qu'une circonscription électorale.

#### Rattachements électoraux
Pour les élections départementales, la commune fait partie depuis 2014 d'un nouveau  canton de Grandvilliers
Pour l'élection des députés, elle fait partie de la deuxième circonscription de l'Oise.

### Intercommunalité
Dargies est membre de la communauté de communes de la Picardie verte, un établissement public de coopération intercommunale (EPCI) à fiscalité propre créé en 1996 et auquel la commune a transféré un certain nombre de ses compétences, dans les conditions déterminées par le code général des collectivités territoriales.

### Liste des maires
| Période                                  | Période                   | Identité                                          | Étiquette | Qualité                        |
| ---------------------------------------- | ------------------------- | ------------------------------------------------- | --------- | ------------------------------ |
| Les données manquantes sont à compléter. |                           |                                                   |           |                                |
| 1802                                     | 1821                      | Jacques François Léon Fortin                      |           |                                |
| 1822                                     | 1834                      | Jean-Baptiste Joseph Desbureaux                   |           |                                |
| 1834                                     | 1848                      | Célestin Senente                                  |           |                                |
| 1849                                     | 1854                      | Claude Rosier Godefrin                            |           |                                |
| 1855                                     | 1865                      | JNicolas Paul Alavoine                            |           |                                |
| 1865                                     | 1871                      | Casimir Delahaye                                  |           |                                |
| 1871                                     | 1877                      | Zéphir Auguste Gravet                             |           |                                |
| 1878                                     | 1892                      | Gustave Léopold Nemorin Fortin dit Léopold Fortin |           |                                |
| 1892                                     | 1919                      | Eugène Alphonse Desmarest                         |           |                                |
| 1919                                     | 1924                      | Louis Eugène Alavoine                             |           |                                |
| 1924                                     | 1935                      | Victor Villet                                     |           |                                |
| Mai 1935                                 | octobre 1935              | Liebert Mille                                     |           |                                |
| octobre 1935                             | 1938                      | Victor Villet                                     |           |                                |
| 1938                                     | 1945                      | Arthur Leleu                                      |           |                                |
| 1945                                     | 1947                      | Arthur Prevost                                    |           |                                |
| 1947                                     | 1950                      | Arthur Leleux                                     |           |                                |
| 1950                                     | 1971                      | Gaëtan Polleux                                    |           |                                |
| 1971                                     | 1995                      | Pierre Bal                                        |           |                                |
| 1995                                     | 2008                      | Jacques Villet                                    |           |                                |
| 2008                                     | En cours (au 12 mai 2022) | Charly Lefebvre                                   | EXD       | Réélu pour le mandat 2020-2026 |

### Distinctions et labels
La commune a été récompensée en 2021 au concours départemental Villes et villages fleuris par le prix spécial effort de fleurissement.

## Équipements et services publics

### Eau et déchets
L'adduction d'eau est assurée par le syndicat des eaux de Dargies-Daméraucourt, auquel adhère la commune.. Son captage est situé à Dargies.

### Enseignement
En 2021, les enfants sont scolarisés au sein d'un regroupement pédagogique intercommunal qui regroupe Dargies, Daméraucourt, Élencourt, Offoy et Sarnois,..
La classe de Sarnois accueille les maternelles (2020-2021 : 32 élèves), celle de Dargies les CP  CE1 et CE2 (Effectif 2020-2021 : 21 élèves) et celle de Daméraucourt les CM1 et CM2 (Effectif 2020-2021 : 22 élèves).

## Population et société
Après une consultation locale qui s'est tenue en 2020, les habitants se sont donnés le nom de Dargirédiens, qui associe le nom du chef-lieu et celui du hameau de Réderie.

### Démographie

#### Évolution démographique
L'évolution du nombre d'habitants est connue à travers les recensements de la population effectués dans la commune depuis 1793. Pour les communes de moins de 10 000 habitants, une enquête de recensement portant sur toute la population est réalisée tous les cinq ans, les populations de référence des années intermédiaires étant quant à elles estimées par interpolation ou extrapolation. Pour la commune, le premier recensement exhaustif entrant dans le cadre du nouveau dispositif a été réalisé en 2004.

En 2022, la commune comptait 242 habitants, en évolution de −5,1 % par rapport à 2016 (Oise : +0,87 %, France hors Mayotte : +2,11 %).
| 1793 | 1800 | 1806 | 1821 | 1831 | 1836 | 1841 | 1846 | 1851 |
| ---- | ---- | ---- | ---- | ---- | ---- | ---- | ---- | ---- |
| 551  | 582  | 605  | 571  | 654  | 664  | 664  | 624  | 581  |

| 1856 | 1861 | 1866 | 1872 | 1876 | 1881 | 1886 | 1891 | 1896 |
| ---- | ---- | ---- | ---- | ---- | ---- | ---- | ---- | ---- |
| 548  | 520  | 512  | 513  | 480  | 433  | 435  | 410  | 407  |

| 1901 | 1906 | 1911 | 1921 | 1926 | 1931 | 1936 | 1946 | 1954 |
| ---- | ---- | ---- | ---- | ---- | ---- | ---- | ---- | ---- |
| 364  | 322  | 316  | 294  | 323  | 313  | 300  | 301  | 294  |

| 1962 | 1968 | 1975 | 1982 | 1990 | 1999 | 2004 | 2006 | 2009 |
| ---- | ---- | ---- | ---- | ---- | ---- | ---- | ---- | ---- |
| 296  | 274  | 247  | 242  | 217  | 219  | 237  | 243  | 241  |

| 2014 | 2019 | 2022 | - | - | - | - | - | - |
| ---- | ---- | ---- | - | - | - | - | - | - |
| 251  | 248  | 242  | - | - | - | - | - | - |

#### Pyramide des âges
En 2018, le taux de personnes d'un âge inférieur à 30 ans s'élève à 30,6 %, soit en dessous de la moyenne départementale (37,3 %). À l'inverse, le taux de personnes d'âge supérieur à 60 ans est de 31,5 % la même année, alors qu'il est de 22,8 % au niveau départemental.
En 2018, la commune comptait 129 hommes pour 121 femmes, soit un taux de 51,6 % d'hommes, largement supérieur au taux départemental (48,89 %).
Les pyramides des âges de la commune et du département s'établissent comme suit.
| Hommes | Classe d’âge | Femmes |
| ------ | ------------ | ------ |
| 1,6    | 90 ou +      | 0,0    |
| 5,5    | 75-89 ans    | 13,3   |
| 19,5   | 60-74 ans    | 23,3   |
| 26,6   | 45-59 ans    | 18,3   |
| 14,1   | 30-44 ans    | 16,7   |
| 16,4   | 15-29 ans    | 13,3   |
| 16,4   | 0-14 ans     | 15,0   |

| Hommes | Classe d’âge | Femmes |
| ------ | ------------ | ------ |
| 0,5    | 90 ou +      | 1,4    |
| 5,5    | 75-89 ans    | 7,6    |
| 15,6   | 60-74 ans    | 16,3   |
| 20,8   | 45-59 ans    | 20     |
| 19,4   | 30-44 ans    | 19,4   |
| 17,6   | 15-29 ans    | 16,2   |
| 20,6   | 0-14 ans     | 19,1   |

## Culture locale et patrimoine

### Lieux et monuments
- Église Saint-Martin de Dargies, en pierre crayeuse bien appareillée, construite au XVIe siècle après la destruction du village pendant la guerre de Cent Ans, emblématique de l'architecture religieuse rurale de l'époque et constituée d'une nef sans bas-côtés suivie d'un chœur, plus élevé que la nef et  terminé par une abside à trois pans.
L'édifice est remanié au XVIIIe siècle, en lien avec la construction du spectaculaire clocher très effilé. L'église est alors dotée d'une intéressante tribune et d'un très beau mobilier d'époque Louis XVI : boiseries, autel, retable[29]
- Chapelle du XIXe siècle à Réderie[30].
- Chapelle Sainte-Restitute dans le cimetière de Dargies, construite en pierres d'appareil, à chœur polygonal et doté de sept larges fenêtres ogivales géminées ornées de trèfles. Au XIXe siècle, son lambris était chargé de dentelures, pampres, fleurs de lys et pendantifs. C('était autrefois un lieu de pèlerinage[1].

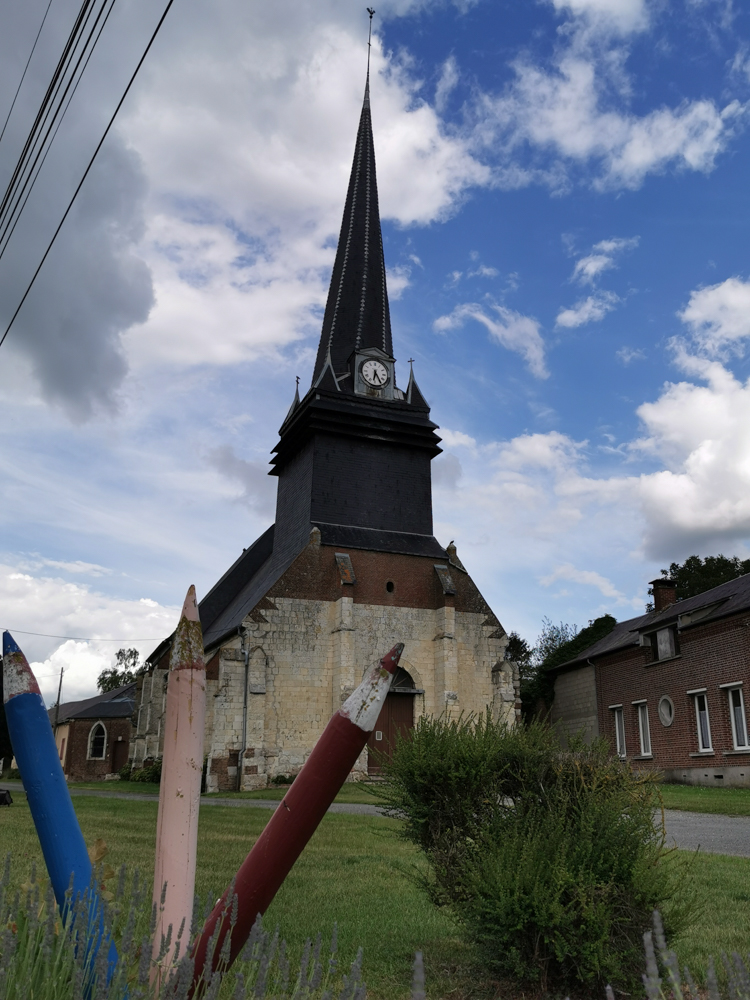
L'église Saint-Martin de Dargies.
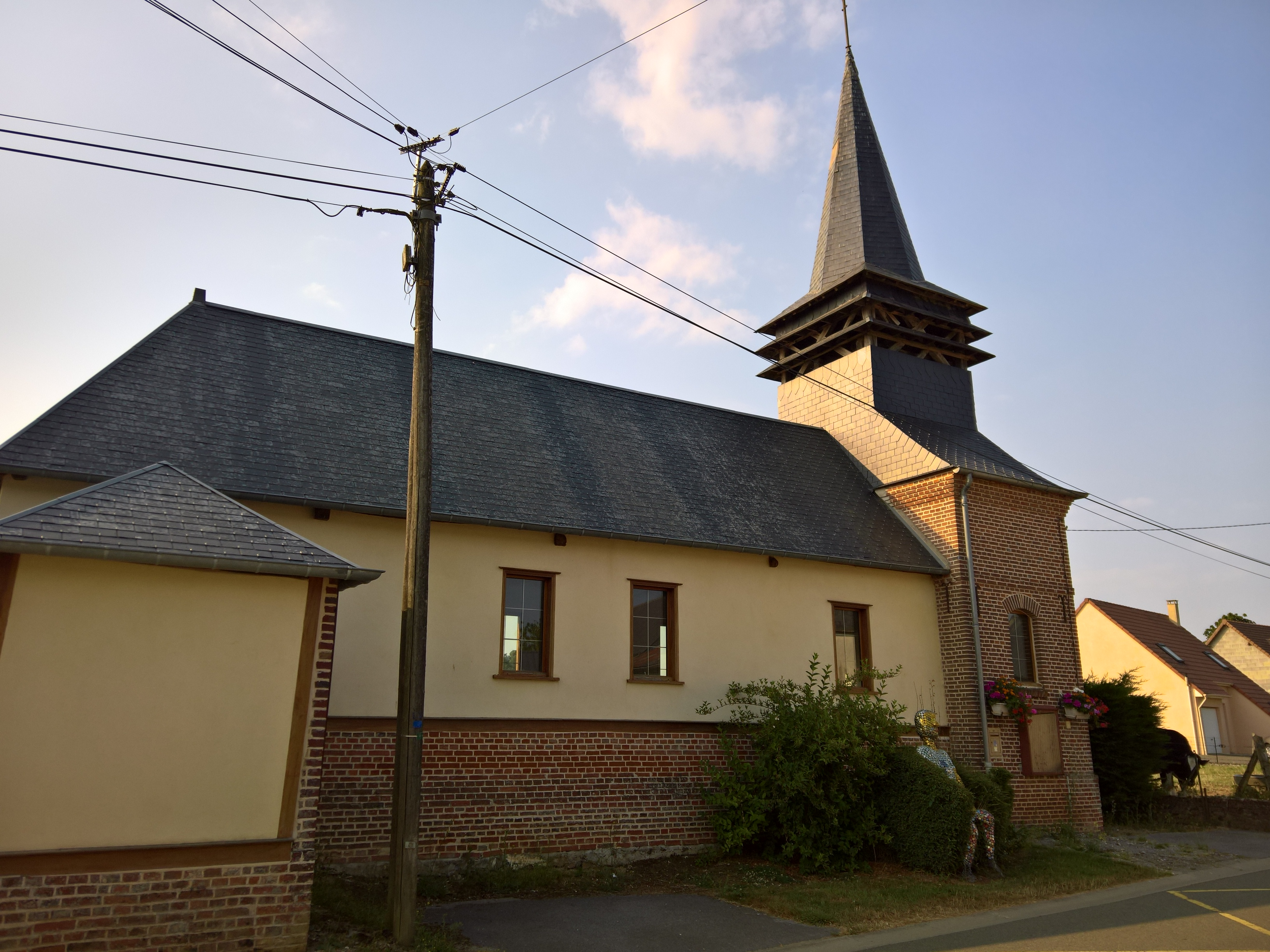
La chapelle de Réderie.

### Personnalités liées à la commune
- Gautier de Dargies, trouvère de langue picarde né vers 1165 à Dargies, mort vers 1236.
- Dargies est le berceau de la grande lignée de savants : les Becquerel.
- Le nom de certains seigneurs de Dargies nous est parvenu[12]. : 
  - Charles d'Argies, allié à la maison de Soissons, maître de la chevalerie devient connétable de France en 821, sous Louis le Débonnaire, il est considéré comme le plus vaillant guerrier de son temps. 
La maison de Dargies tenait rang parmi les plus illustres de Picardie avant le XIIe siècle.
  - XIIe siècle : Hugues de Dargies, l'un des descendants, est également connétable, sous Louis le Gros vers 1110. Après lui parait en 1194, Beaudoin de Dargies, dont le fils aîné Simon, épousa Élisabeth de la maison de Mello.
  - XIIIe siècle : Renaud fils de celui-ci a en même temps les seigneuries de Dargies et de Catheux par son mariage, vers 1240, avec Jeanne de Breteuil, héritière de la châtellenie de Catheux.
  - XIVe siècle :  Gobert, fils aîné de Renaud laisse ses terres à Jeanne, sa fille aînée qui épouse successivement Hugues, comte de Soissons, Jean de Clermont, fils de Robert de France et petit-fils de Saint Louis et Hugues de Chatillon, seigneur de Leuze, Condé, Aubigny et autres communes. 
Jeanne de Chatillon, l'un des enfants de cette troisième alliance  a en partage la terre de Dargies qu'elle apporte en mariage à Jacques de Bourbon, comte de la Marche et de Ponthieu, pair et connétable de France. Le roi Charles VI qui chérissait ce seigneur et l'appelait son cousin, le nomme en 1377, grand bouteiller de France et ensuite 1er président de la Chambre des Comptes. Pierre de Bourbon-La Marche, seigneur des Préaux, son fils, est propriétaire de la terre de Dargies mais n'a pas d'héritier. Dargies passe alors à la maison d'Offémont.
  - XVe siècle : Henri VI, roi d'Angleterre, ayant confisqué les terres, la donne  à Hugues de Lannoy, maître des arbalétriers, qui la vend  en 1429 à Jacques de Crèvecoeur, seigneur de Thoix, père du Maréchal de Querdes.
  - Charles, seigneur de Dargies est duc connétable de France sous François I. Son fils Hugues de Dargies est également connétable sous Louis VI le Gros. La branche aînée de cette maison s'éteint avec Jeanne de Dargies.
  - XVIe siècle : Il semble que Imbert de Bartenay, sieur de Bouchaye, possèéde en 1553 la seigneurie de Dargies ; sa fille Françoise est citée  cette année là en qualité de Dame de ce lieu au procès verbal de la coutume d'Amiens.
  - XVIIe siècle : François de Riencourt, seigneur d'Orival, achète les terres de Dargies en 1647. Il n'y a pas trace d'autres familles jusqu'à la Révolution française.

### Sobriquet
La tradition orale a transmis le blason populaire (suplitchet ou nom j'té en picard).
« Chés eurteus ed Darji » (Les taureaux de Dargies).

### Héraldique
| Blason de Dargies | Blason  | D'or à neuf merlettes de gueules ordonnées en orle.                                            |
| Blason de Dargies | Détails | Armes de la famille d'Argies (ou de Dargies). Le statut officiel du blason reste à déterminer. |

## Pour approfondir